# Festmacherknoten
Festmacherknoten (auch Befestigungsknoten) ist die Bezeichnung für eine Gruppe von Knoten, mit denen Tauwerk an Pfählen, Stangen, Trossen oder Beschlägen wie Ringen und Klampen festgemacht wird. Sie sind in der Seemannschaft, in der Fischerei, aber auch für das Heben, Ziehen und Tragen von Lasten von Bedeutung.
Verbreitete Festmacherknoten sind etwa der Webeleinenstek (an einem Pfahl), der Roringstek (an einem Ring) oder der Kopfschlag (an einer Klampe).

Webeleinenstek
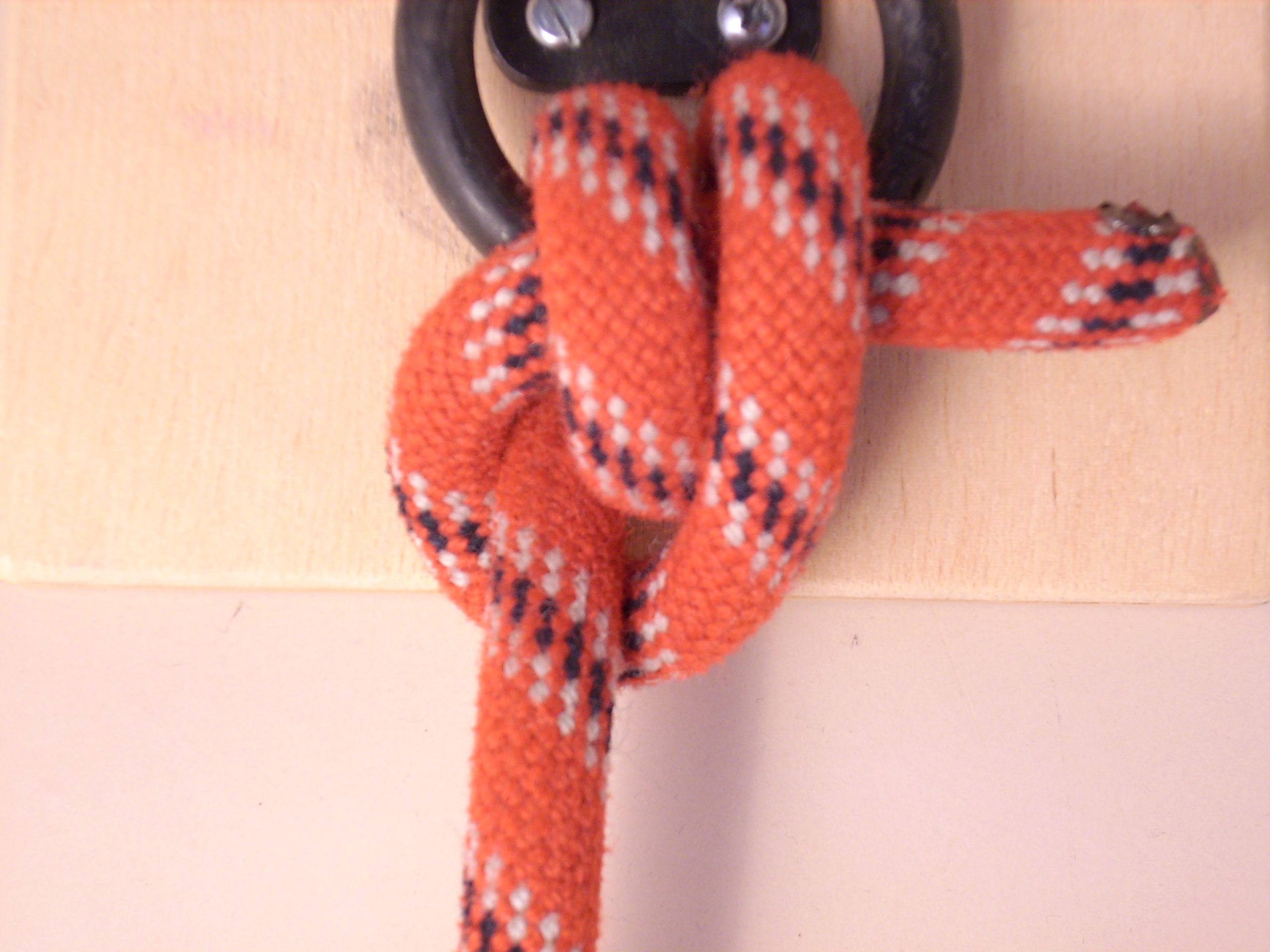
Roringstek
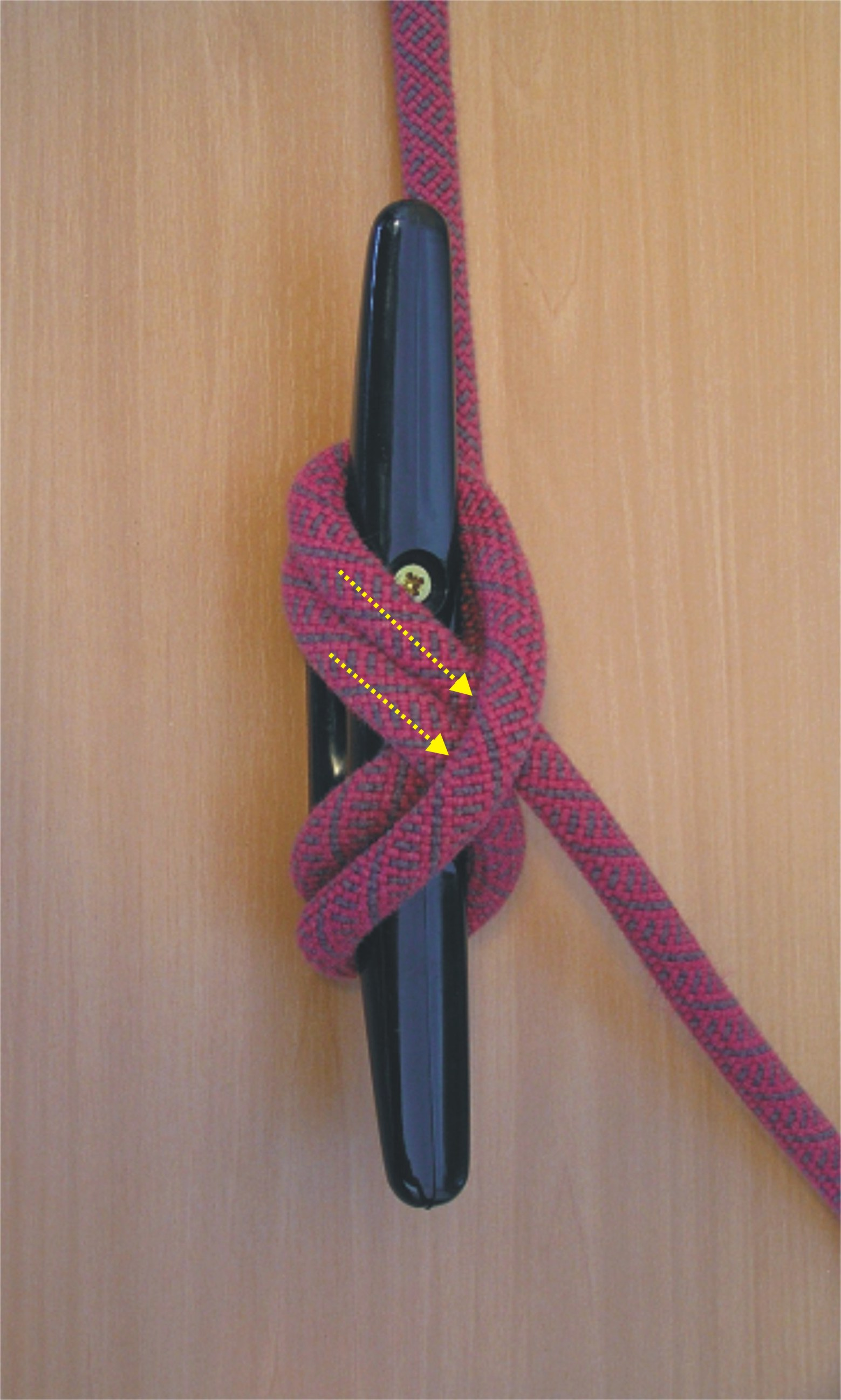
Kopfschlag

## Anbindeknoten
Eine Untergruppe sind die Anbindeknoten die zum Anbinden von Tieren, z. B. eines Pferdes oder Gegenständen, wie eines kleinen Bootes oder eine Zeltplane. Sie sind immer auf Slip gelegt, um schnell gelöst werden zu können.

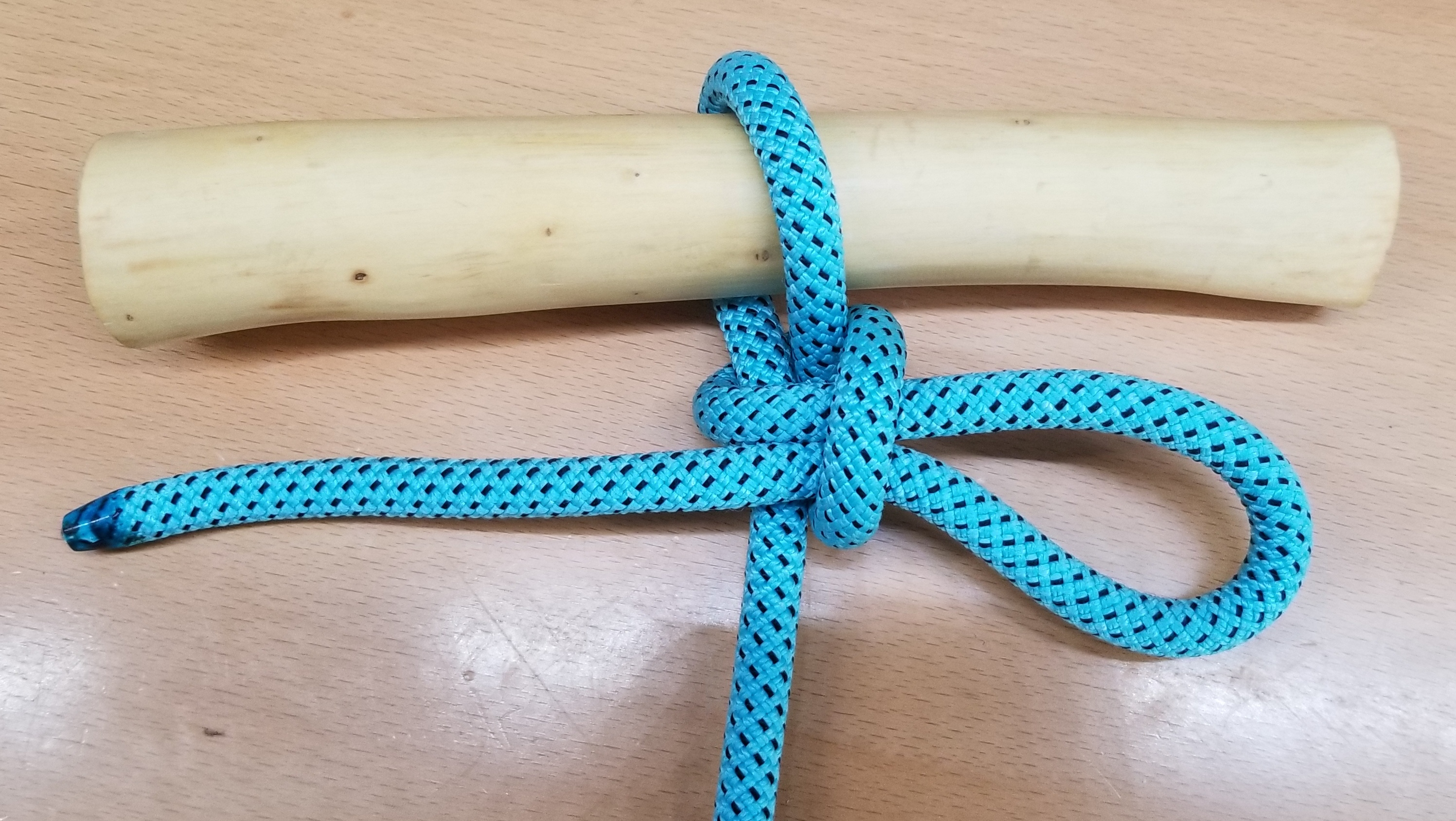
Halterstek